# Socket 1
Socket 1 — разъём для установки процессоров, совместимых с Intel 80486. Второй в серии стандартизованных процессорных разъемов, разработанных фирмой Intel, и первый разъём, получивший официальное обозначение.
Предоставляемое сокетом напряжение питания — 5 В. Количество контактов — 169, расположены в виде матрицы 17×17, с шагом 0,1". Конструктивно выполнен в виде LIF- или ZIF-разъёма. Диапазон частот системной шины: 16, 20, 25, 33 МГц, множители 1,0, 2,0, 3,0.
Поддерживает следующие модели процессоров серии 80486:
- 486SX (16—33 МГц);
- 486SX2 (50—66 МГц);
- 486DX (20—33 МГц);
- 486DX2 (50—66 МГц);
- 80486DX4 OverDrive;
- Прочие совместимые с 80486 (в ряде случаев требовался специальный адаптер, согласующий число выводов и напряжение питания).